# 헤르손 전투

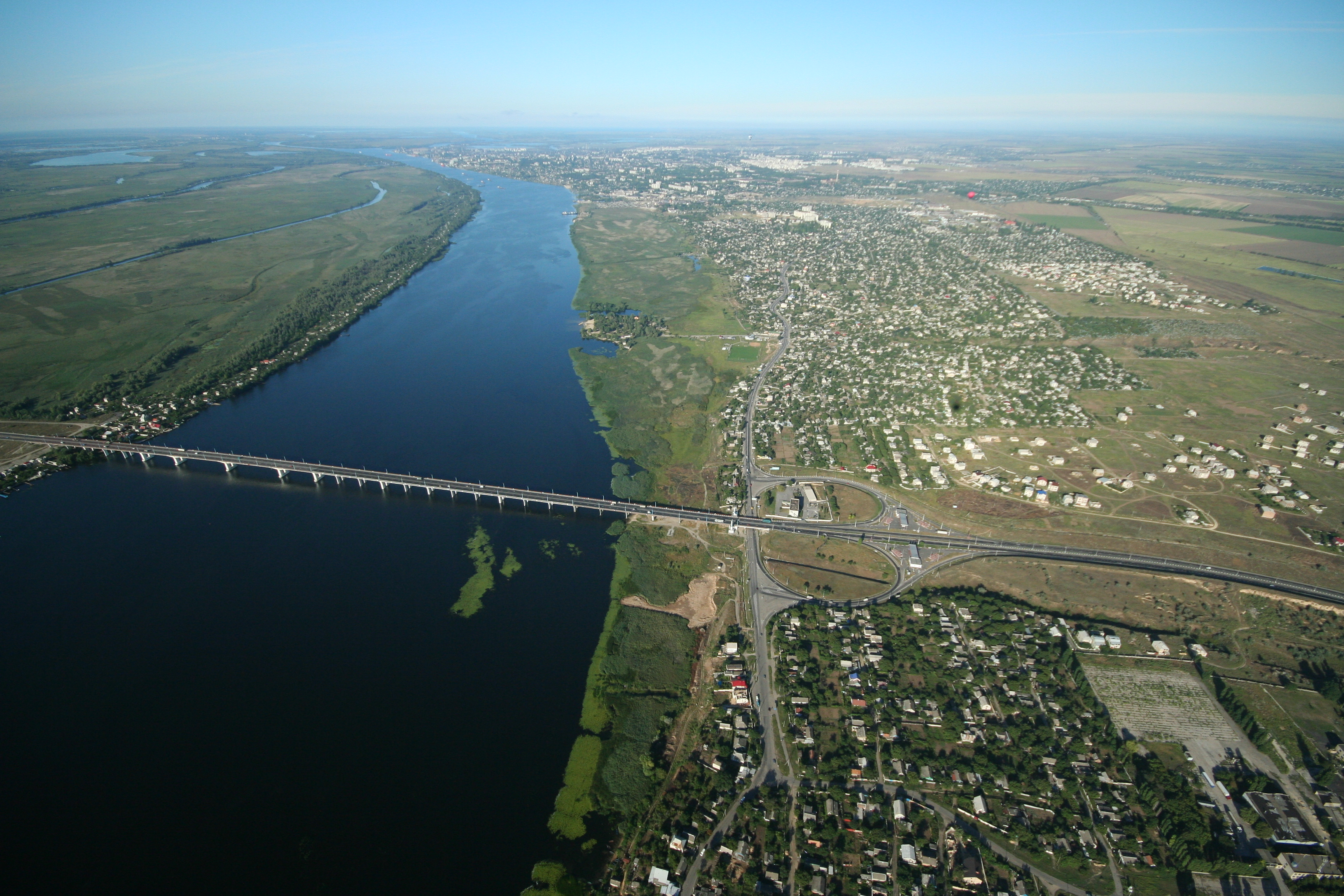
2006년 안토노프스키 다리

헤르손 전투(우크라이나어: Абарона Херсона, 러시아어: Наступление на Херсон)는 2022년 2월 24일 러시아의 우크라이나 침공 당시 벌어진 전투이다.

## 전투

### 2월 24일
러시아군은 남쪽에서 크림반도를 통해 헤르손주를 침공했다. 2월 24일 저녁, 러시아군은 안토노프스키 다리를 확보하기 위해 헤르손을 점령하려고 시도했으며, 이 다리를 통해 드네프르강을 건너 중요한 전략적 요충지인 미콜라이우로 향하려 했다.

### 2월 25일
2월 25일 이른 시간에, 우크라이나군은 다리를 탈환했다. 이 전투는 매우 격렬했으며 사망한 병사들과 파괴된 군용 차량 몇 대가 다리에 놓여있는 것으로 설명됐다. 이로 인해 러시아군은 드네프르강을 도하해 북쪽으로 가장 가까운 노바카호우카로 진격하여, 점령했다. 이후 2월 25일, 러시아군은 다시 한번 안토노프스키 다리를 점령했다.

### 2월 26일
2월 26일, 이고르 콜리카예프 시장에 따르면, 러시아군은 러시아의 장갑차에 대한 우크라이나군의 공습 이후, 헤르손에서 철수했다. 우크라이나는 이후 헤르손 바로 남쪽 올레스키 마을 근처에서 러시아군 부대가 우크라이나군에 패배했다고 주장했다.
이리나 베네딕토바 우크라이나 검찰총장은 2월 26일, 헤르손 북부 교외 젤레니우카 마을 근처에서 러시아군이 기자와 구급차 운전사를 살해했다고 주장했다.

### 2월 27일
2월 27일 아침, 러시아 국방부는 러시아군이 도시를 포위했으며, 우크라이나에 의하면 러시아군이 헤르손 국제공항을 포함한 도시 일부를 점령했다고 발표했다. 이날 늦아침, 전해진 바에 의하면 우크라이나 공군은 헤르손 북쪽 초르노바이우카 마을에서 러시아군에 대한 드론 공격을 성공적으로 수행했다.
우크라이나 당국은 2월 27일부터 러시아군이 인근 마을에서 헤르손으로 민간인들을 인간방패삼아 이동시키기 시작했다고 주장했다.

### 3월 1일
3월 1일 이른 아침, 우크라이나 당국은 러시아군이 헤르손 국제공항에서 헤르손과 미콜라이우 사이의 고속도로로 진격하고 있다고 주장했다. 러시아군은 검문소를 설치하기 전에 코미샤니 마을로 진군하여 포위하고 고속도로에 도달했다. 이날 늦게, 러시아군은 헤르손에 진입했다.

### 3월 2일
3월 2일 이른 아침, 러시아군이 기차역과 하항을 점령했다고 보고됐다. 이날 늦아침, 헤르손 지방정부 청사가 있는 헤르손 중심부의 스보디 광장에서 러시아군이 목격됐다.
러시아 국방부는 이후 이 도시를 점령했다고 주장했다. 우크라이나 대통령 고문인 올렉시 아레스토비치는 이 주장을 부인하며 전투가 지속되고 있다고 말했다. 3월 2일 저녁, 시장 콜리카이예프는 자신이 도시의 항복을 선언했으며 러시아군 사령관이 군사 행정부를 설립할 계획이라고 밝혔다. 콜리카이예프는 우크라이나군이 더 이상 헤르손에 주둔하지 않는다는 것을 인정했고, 헤르손 지방행정국장은 러시아군이 도시 전 지역에 주둔하고 있다고 밝혔다. 러시아가 새 행정부를 세우는 동안 우크라이나 국기가 여전히 도시에 게양될 것이라는 합의에 도달했다.

## 같이 보기
- 미콜라이우 전투